# Bad Blood (film, 1981)
Pour les articles homonymes, voir Bad Blood.
Pour plus de détails, voir Fiche technique et Distribution.
Bad Blood est un film britanniquo-néo-zélandais réalisé par Mike Newell et sorti en 1981. Il s'inspire de l'ouvrage Manhunt: the Story of Stanley Graham de H. A. Willis racontant l'histoire vraie du fermier tueur Stanley Graham (en).

## Synopsis
Octobre 1941. Pendant la Seconde Guerre mondiale, le fermier néo-zélandais Stan Graham tue sept personnes. La police se lance à sa poursuite dans le bush sauvage. Le film est basé sur une histoire vraie.

## Fiche technique
Sauf indication contraire, les informations mentionnées dans cette section peuvent être confirmées par la base de données cinématographiques IMDb,  présente dans la section « Liens externes ».
- Titre original : Bad Blood
- Réalisation : Mike Newell
- Scénario : Andrew Brown, d'après le livre Manhunt: the Story of Stanley Graham H. A. Willis
- Musique : Richard Hartley
- Photographie : Gary Hansen
- Montage : Peter Hollywood
- Production : Andrew Brown
- Société de production : Southern Pictures
- Pays de production :  Nouvelle-Zélande et  Royaume-Uni
- Genre : thriller, drame, historique
- Durée : 105 minutes
- Dates de sortie[1] :
  - Royaume-Uni : 1981 (TV)
  - France : 25 mai 1982 (festival de Cannes)
  - Nouvelle-Zélande : 12 novembre 1982

## Distribution
- Jack Thompson : Stanley Graham (en)
- Carol Burns : Dorothy Graham
- Denis Lill : Ted Best
- Donna Akersten : Doreen Bond
- Martyn Sanderson : Les North
- Marshall Napier : Trev Bond
- Cliff Wood : Henry Growcott
- David Copeland : George Lindsay
- Ken Blackburn : Tommo Robson
- John Bach : Bert Cropp
- John Banas : Macko Hager
- John Black : Greg Hutchison

## Production
Le tournage a lieu en Nouvelle-Zélande.

## Accueil critique
AllMovie a donné au film la note de 2,5/5.